# Dichonia olivacea
Dichonia olivacea là một loài bướm đêm trong họ Noctuidae.